# 大澤亜季子
大澤 亜季子（おおさわ あきこ、1987年11月19日 - ）は、日本のタレント・フリーアナウンサー。セント・フォース所属。日本大学文理学部史学科卒業。

## 人物
- 東京都出身[1]。身長164センチメートル[1]。血液型はA型。
- 2007年3月26日にフジテレビの『めざましテレビ』へ出演し、『めざましどようび』3代目お天気キャスターとして抱負を語り、初めてテレビに出演する。
- 2007年4月7日から『めざましどようび』で3代目お天気キャスターを担当する。下記のように「めざましファミリー」3番組[2]として初めての出演者となった。
  - 19歳のお天気キャスターは『めざましどようび』『めざましテレビ』を通じて最年少で、「早耳トレンドNo.1」コーナーのリポーターを除いて初の10歳代レギュラー出演者であった。
  - 2007年5月1日放送の『めざにゅ〜』にゲスト出演し、新旧めざましファミリーで最短となる1か月ほどで「めざましファミリー」3番組に出演する。
- 『めざましどようび』で共演した松尾翠と同じ事務所の岩崎千明はプライベートでも親しく、松尾+大澤で“まつおおさわ”、（岩崎）千明+（大澤）亜季子で「ちあきこ」または「チアキコ」[3]、としてブログに記す。同じ事務所の山岸舞彩も親しい。
- 2008年9月27日の放送で『めざましどようびメガ』を含む『めざましどようび』のお天気キャスターから降板し、以来半年間は学業を優先してテレビ出演など芸能活動を控えたが、2009年4月から『NHK高校講座・地学』[4]でアシスタントを務める。
- 尊敬する人物は浜崎あゆみ。2009年2月1日放送のTOKYO FM『サンデースペシャル・浜崎あゆみ特集』でナビゲーターを務めた。
- 大学卒業後の2010年4月からWOWOWの専属アナウンサーになる。正社員や契約社員ではなく、2009年度に出演した『NHK高校講座・地学』は2010年度からも再放送され、「ハトマーク」のCM出演も継続する。
- 2012年3月末でWOWOWと専属契約を終了して4月からJ:COMのケーブルテレビ番組に出演する。
- 2015年11月22日に7年間交際した1歳下の一般男性と結婚[5][6]した。

## 出演

### 過去の出演番組
- めざましどようび（フジテレビ、2007年4月7日 - 2008年9月27日） - お天気キャスター
- めざましテレビ（フジテレビ、2007年3月26日） - ゲスト
- めざにゅ〜（フジテレビ、2007年5月1日） - 番組内のコーナー「LOVE LOVE プチめにゅ〜」ゲスト判定人
- サンデースペシャル（浜崎あゆみ特集）（TOKYO FM、2009年2月1日）-　ナビゲーター
- 古代日本のハイウエー ～1300年前の"列島改造"～（NHK-BS2、2009年10月12日） - リポーター。苅谷俊介と共に出演[7]。
- NHK高校講座・地学（NHK教育、2009年4月 - 2010年3月。2010年度から2012年度まで再放送）
- リーガダイジェスト!（WOWOW、2010年 - 2012年） - 進行アシスタント
- 世界プロボクシング「エキサイトマッチ」（WOWOW） - 進行役
- ハンドボールジャパンカップ（WOWOW、2010年6月　日本戦の試合でベンチレポーター）
- WOWOW無料放送の日（2010年7月3日　スタジオ進行役）
- つながるGO!GO![8]（J:COM系のケーブルテレビ　2012年4月 - 2013年6月） - 月・金司会
- ワールドビジネスサテライト（テレビ東京、2013年4月2日 - 2016年3月30日[9]） - 「トレンドたまご」月・火・水担当[10]

#### バラエティー
- 平成教育学院（フジテレビ、2008年2月24日）- ゲスト。同じ事務所の皆藤愛子、岩崎千明と出演する。
- 全国一斉!日本人テスト（フジテレビ、2008年6月5日） - ゲスト。同じ事務所の皆藤、松本あゆ美と出演する。
- 森田一義アワー 笑っていいとも!（フジテレビ、2008年6月24日）- コーナーゲスト出演。同じ事務所の皆藤、岩崎千明と出演する。

### コマーシャル
- 「ハトマーク」全国宅地建物取引業協会連合会（不動産・賃貸マンション）

WOWOW専属だった時期もCMやポスターのイメージモデルを担当していた。